# Filipinismo
El filipinismo es el campo disciplinario que tiene como objeto de estudio todo aspecto relacionado con Filipinas y su cultura, idiomas y literatura.
Se tienen comúnmente por materias propias del filipinismo el estudio de la historia y los procesos coloniales del país, de sus diferentes comunidades etnolingüísticas, sus diversas tradiciones literarias en lenguas nativas (en específico, el idioma filipino, lengua estándar de carácter oficial la cual está basada en el tagalo), en español e inglés. Se trata de campos aplicativos de la filología, la historia de la literatura, la historia de las ideas y de la cultura y las ciencias humanas en general.
Aunque el filipinismo surgió a partir de la conquista española del archipiélago, como campo disciplinar organizado, el filipinismo moderno solo se consolida a finales del siglo XIX sobre todo gracias a la labor excepcional del profesor checo Fernando Blumentritt (1853-1913) y, sobre todo, del historiador y bibliógrafo español Wenceslao Retana (1862-1924) y el polígrafo filipino Epifanio de los Santos (1871-1928).

## Épocas y tendencias
El filipinismo, si bien como desarrollo moderno nace en Filipinas y en español durante la segunda mitad del siglo XIX y comienzos del siglo XX, es preciso considerar que su origen y fundamento se halla en el estudio de las principales lenguas autóctonas por parte de los misioneros españoles, quienes elaboraron sus léxicos y gramáticas, tesoro al que se incorporaron sucesivamente materiales de tradición oral y los diversos elementos de aportación geográfica, histórica y etnológica. Junto a la gran labor lingüística, sobre todo gramatical y de vocabularios, ejercida sobre las lenguas autóctonas, es un hito de fines del siglo XVI el llamado Códice Boxer, manuscrito ilustrado compuesto por el militar y gobernador Luis Pérez Dasmariñas. A ello se suma la tradición de estudios históricos, geográficos y naturalistas realizados en castellano.
En un sentido importante, el resultado histórico de la labor lingüística de los misioneros culmina en la obra de Lorenzo Hervás a fines del siglo XVIII y comienzos del XIX, en el Catálogo de las lenguas de las naciones conocidas, obra que es fundación de la lingüística universal y comparada. Sobre esa base tuvo lugar, a partir de la segunda mitad del siglo XX, el desarrollo de un campo disciplinar de la lingüística histórica a veces denominado "Lingüística Misionera".
El caso de Lorenzo Hervás no responde a un fenómeno aislado sino a un aspecto de la llamada Escuela Universalista Española del siglo XVIII, constituida en su mayor parte por jesuitas, en el seno de la cual se consideran las obras de Pedro Murillo Velarde, Pablo Clain, Juan de la Concepción y Juan Antonio de Tornos, entre otros. Pero la Escuela Universalista, que ejerció una importante prolongación en su vertiente de estudios meteorológicos y sismológicos, dispuso de dos grandes núcleos a ese propósito, en La Habana y en el Observatorio Meteorológico de Manila, creado y dirigido por casi 25 años por Federico Faura, continuado por José María Algué.

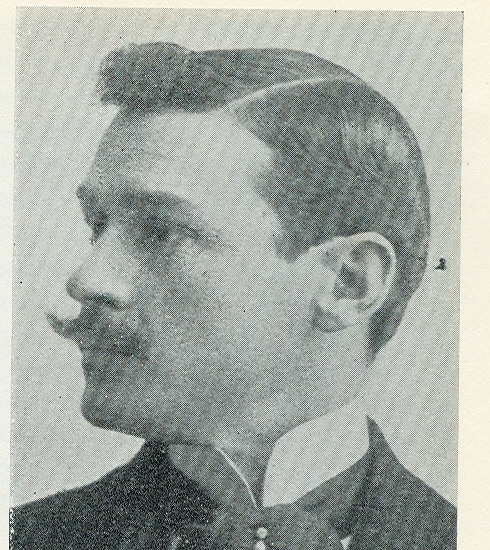
Wenceslao Retana

Wenceslao Retana, mediante su obra reconstructiva e incluso interpretativa, representa la base moderna más sobresaliente del filipinismo, tanto desde el punto de vista bibliográfico y de estudio de la imprenta como del idioma español y su literatura filipina. Por su parte, al polígrafo Epifanio de los Santos se debe no solo una importante contribución en el ámbito de las publicaciones periódicas y el estudio de la cultura y la literatura de lengua autóctona sino el que puede ser considerado la clave inicial del gran movimiento literario filipino contemporáneo: la traducción castellana del poema tagalo Florante at Laura. 
Paradójicamente, las primeras décadas del siglo XX, época de ocupación estadounidense, vieron el mayor florecimiento literario filipino y en idioma español, florecimiento que configura una extensa proyección filipinista a la cual se vinculan en su base Wenceslao Retana y Epifanio de los Santos. Sin embargo, la ocupación estadounidense cristalizó dando lugar al que en realidad es el más grave y extenso problema nacional de la cultura filipina: la diglosia, según han diagnosticado varios intelectuales de diferente carácter, como Guillermo Gómez Rivera, Pedro Aullón de Haro e Isaac Donoso.
El ámbito inglés de Area Studies, siguiendo sus hábitos contemporáneos, ha querido delimitar el filipinismo, en su origen de ámbito hispanohablante, como Philippine Studies (estudios filipinos), mediante trabajos redactados en inglés por investigadores extranjeros. Se ha querido acomodar esa tendencia a los estudios realizados en Filipinas y en inglés con esa denominación, o incluso como Philippinology, términos que no han obtenido naturalización en las lenguas más directamente concernidas, español y filipino. 
Modernamente la corriente cultural e historiográfica filipina denominada Pantayong Pananaw ha reivindicado la necesidad de construir en el propio idioma filipino los estudios de su campo, proponiendo en consecuencia la creación de una perspectiva fundada en el seno de la misma cultura filipina.
El paso de los siglos XX al XXI, puede decirse que significó un decisivo incremento, sobre todo en España, tanto de las investigaciones como de las instituciones y órganos filipinistas.

## El concepto de patrimonio bibliográfico filipino
El fondo documental específico de las obras centradas en Filipinas es denominado Filipiniana. En diferentes instancias, comenzando por la Biblioteca Nacional de Filipinas, así como en diversas realizaciones culturales, se usa esta denominación. Por su parte, el corpus bibliográfico de las obras de José Rizal, principal escritor y padre de la patria, y aquellas que giran en torno a su figura e influencia, suele designarse mediante la denominación de Rizaliana.

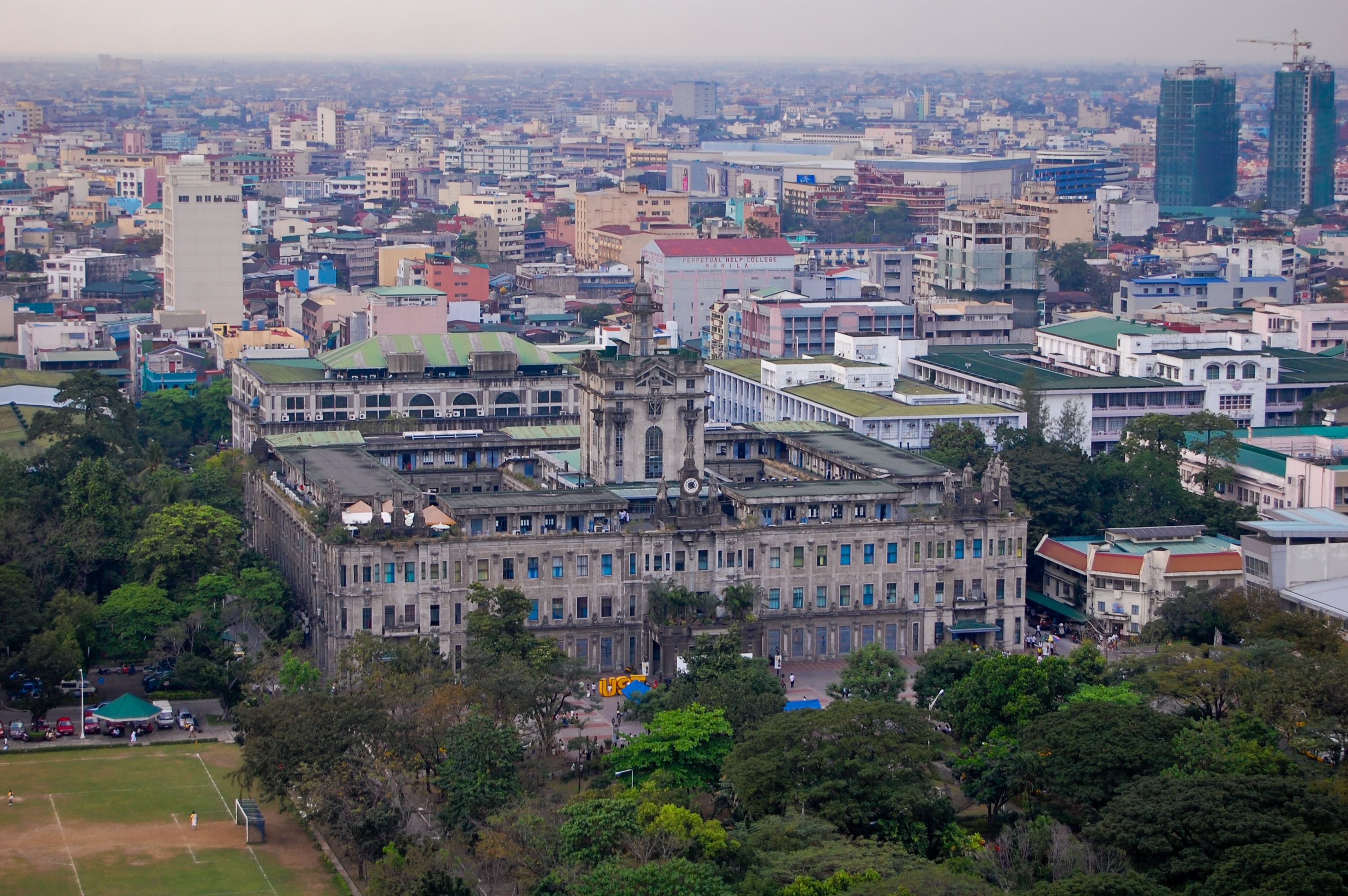
Universidad de Santo Tomás

La Biblioteca Nacional de Filipinas (Pambansang Aklatan ng Filipinas), fundada por el gobierno colonial español en Manila en 1887, es la institución fundamental que guarda el patrimonio bibliográfico del país. A esta, hay que añadir el Archivo Nacional (Pambansang Sinupan ng mga Tala) y las bibliotecas de las más destacadas universidades filipinas, sobre todo las de gran fondo antiguo, en especial la de la Universidad de Santo Tomás (Manila).
La primera imprenta filipina es establecida en 1593, dos años antes que la primera institución académica propiamente dicha, que lo fue en Cebú, puerto de llegada de Legazpi y Urdaneta. La imprenta en Filipinas fue estudiada en el siglo XIX primero por el chileno José Toribio Medina y con extraordinaria amplitud por Wenceslao Retana, padre del filipinismo moderno. De la primera imprenta en Filipinas, se ocupó Manuel Artigas y Cuerva en 1910. Todo ello es condición, como cultura elaborada, junto al campo de objeto antropológico, científico, artístico y literario de un filipinismo cultural bien entendido y sin divisiones.
Por otra parte, es preciso considerar la específica conservación y difusión de importantes fondos en las grandes bibliotecas españolas (AECID, UCM, BNE), cuyas colecciones no tienen comparación y, por ello, son insustituibles para la cultura del archipiélago.

## Instituciones y órganos de difusión filipinista: en Filipinas y otros países

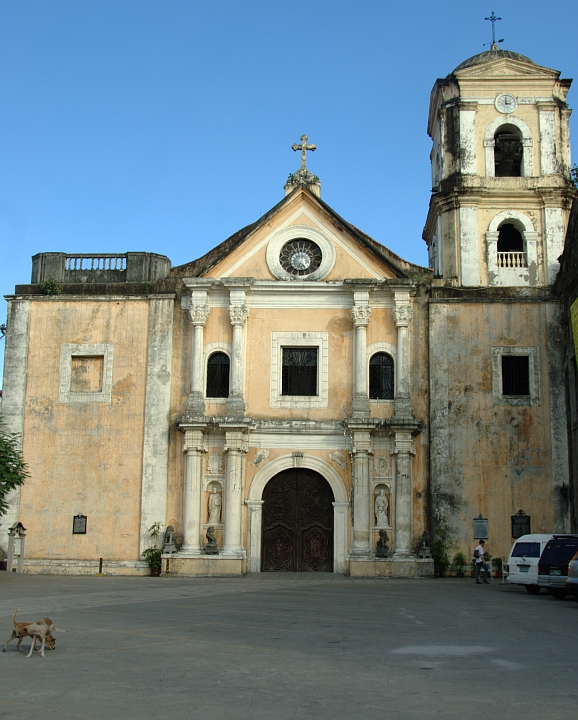
Iglesia de San Agustín

El conjunto institucional y arquitectónico formado por la gran serie de construcciones eclesiales filipinas es representación educativa y patrimonio artístico del tejido cultural histórico del país y del estudio del mismo. Existe un célebre grupo de iglesias barrocas de Filipinas declarado Patrimonio de la Humanidad, encabezado por la iglesia de San Agustín de Manila, fundada en 1585 y que continúa desempeñando una importante función para la cultura tradicional junto a la catedral de Manila, situada en Intramuros, y el convento de los Agustinos.

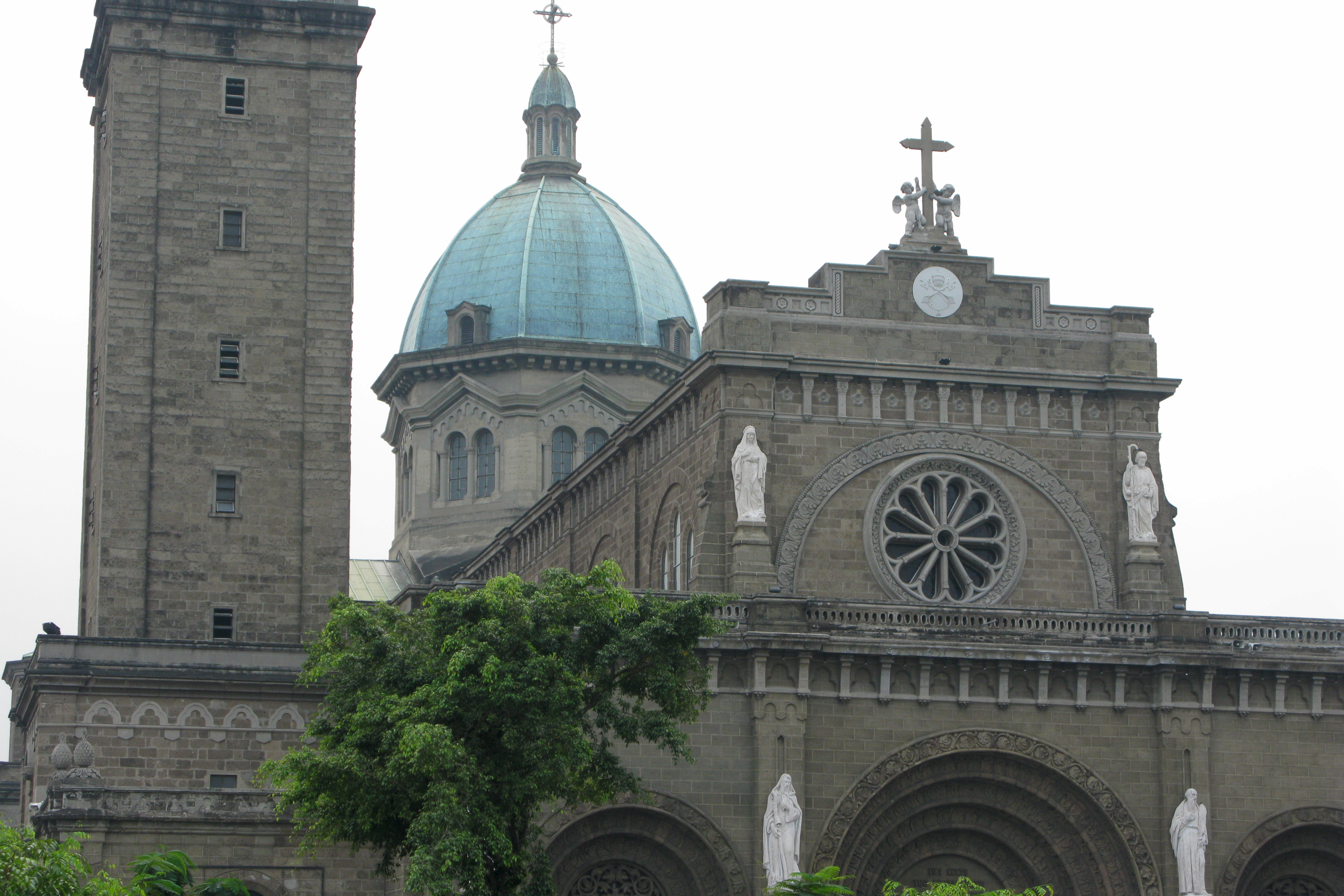
Basílica Catedral de la Inmaculada Concepción

El núcleo tradicional de cultura de la ciudad de Manila, destruido durante la Segunda Guerra Mundial, y solo parcialmente reconstruido con posterioridad, se localizaba en el barrio de Intramuros, distrito amurallado de la capital del país, junto al río Pasig, actualmente reducido poco más que a pequeña muestra turística. 
La primera institución universitaria de Filipinas, y de Asia, fue la dominica Universidad de Santo Tomás de Manila, fundada en 1611 siguiendo el modelo de Salamanca y poco después de San Marcos de Lima, si bien de 1595 data el jesuita Colegio de San Ildefonso, fundado en Cebú, que más tarde se convertiría en la Universidad de San Carlos. La de Santo Tomás ha sido notablemente estudiada por Fidel Villarroel (2012).
El principal órgano nacional de estudio y difusión de las investigaciones filológicas y literarias filipinistas es la Komisyon sa Wikang Filipino (Academia de la Lengua Filipina), la cual regula al idioma nacional filipino, basado en el tagalo, así como a las demás lenguas propias al presente dirigida por Virgilio Almario. También existe una Akademyang Bisaya, relativa al idioma cebuano. Las principales lenguas de Filipinas, el tagalo, el cebuano, el ilocano, el ilongo, el bicolano, el samareño y la gama del chabacano, tienen numerosos préstamos del español. En la Universidad de Mindanao, Bert Torres está a cargo de la defensa del idioma chabacano.
El filipinismo, vinculado a la cultura hispánica, la cual permanece arraigada en los diferentes estratos del mundo filipino y sus lenguas autóctonas, ha de entenderse también relativo al hispanismo. Subsiste en Manila, por otra parte, la Academia Filipina de la Lengua Española, además del Casino Español de Manila, que originalmente albergó a la Academia. En Madrid existe, desde 2009, una Asociación Cultural Galeón de Manila, así como algunas asociaciones promovidas por filipinos residentes en la capital.
En 1980 se crea en la Universidad Western Michigan, en Kalamazoo, la Primera Conferencia Internacional de Estudios de Filipinas, cuyo Consejo Internacional de Estudios Filipinos (ICOPHIL) rige cada cuatro años la celebración de un gran congreso mundial. En 1984, presidida por Doreen G. Fernández, se funda la Asociación de Estudios de Filipinas / Philippine Studies Association (PSA), destinada a promover el estudio, la crítica y la investigación en lenguas filipinas, literatura, cultura y sociedad, así como promover los intereses comunes de profesores y estudiosos en estos campos. La asociación tuvo el apoyo del Grupo de Investigación Philippine Studies Group, vinculado a su vez al Consejo del Sudeste Asiático (SEAC) de la Asociación de Estudios Asiáticos (AAS/US). A Belinda Aquino (profesora de la Universidad de Hawái), le sucedió como presidenta Bernardita Churchill. El último Congreso Internacional se celebró en la Universidad de Silliman, en la ciudad de Dumaguete (julio de 2016). El siguiente  Congreso, planificado bajo la denominación de Filipinismo y el propósito de alcanzar la más extensa dimensión internacional, que habría de tener lugar en la Universidad de Alicante, en septiembre de 2020, mediante la colaboración de ICOPHIL y el Instituto Juan Andrés de Comparatística y Globalización, fue aplazado y no llegó a realizarse como consecuencia de la prolongada pandemia que afectó al mundo.
Es de saber la existencia de otros notables órganos de creación y difusión cultural y literaria, entre ellos la Revista Filipina, fundada en 1997 vinculada a la editorial californiana Carayan Press (San Francisco) dirigida por Edwin Lozada. Entre las tradicionales revistas del ámbito científico filipinista en España durante el siglo XX se encuentran los Anales del Museo Nacional de Antropología y la Revista Española de Antropología Americana. Por otra parte, son de notar las revistas de lengua inglesa "Philippine Studies: Historical and Ethographic Viewpoints", editada en la jesuita anglicizada Universidad Ateneo de Manila, y "Humanities Diliman", editada en la Universidad de Filipinas, así como las editoriales de ambas universidades. 
La gran importancia de Revista Filipina, que ha venido a ocupar en la red el espacio vacío dejado por la desaparición de las diversas publicaciones culturales hispanas, como los periódicos y revistas tradicionales impresos en español, consiste tanto (i) en el mantenimiento y desarrollo de valores representativos de la cultura filipina, en espacial hispánicos, como (ii) en el establecimiento de un concepto específico a la vez que amplio de cultura hispanofilipina, y (iii) la creación de un medio de conexión entre las dispersas localizaciones geográficas y migratorias filipinas hispanohablantes. Revista Filipina desempeña también la función de repositorio digital y sonoro.

## Instituciones y órganos de difusión filipinista en España

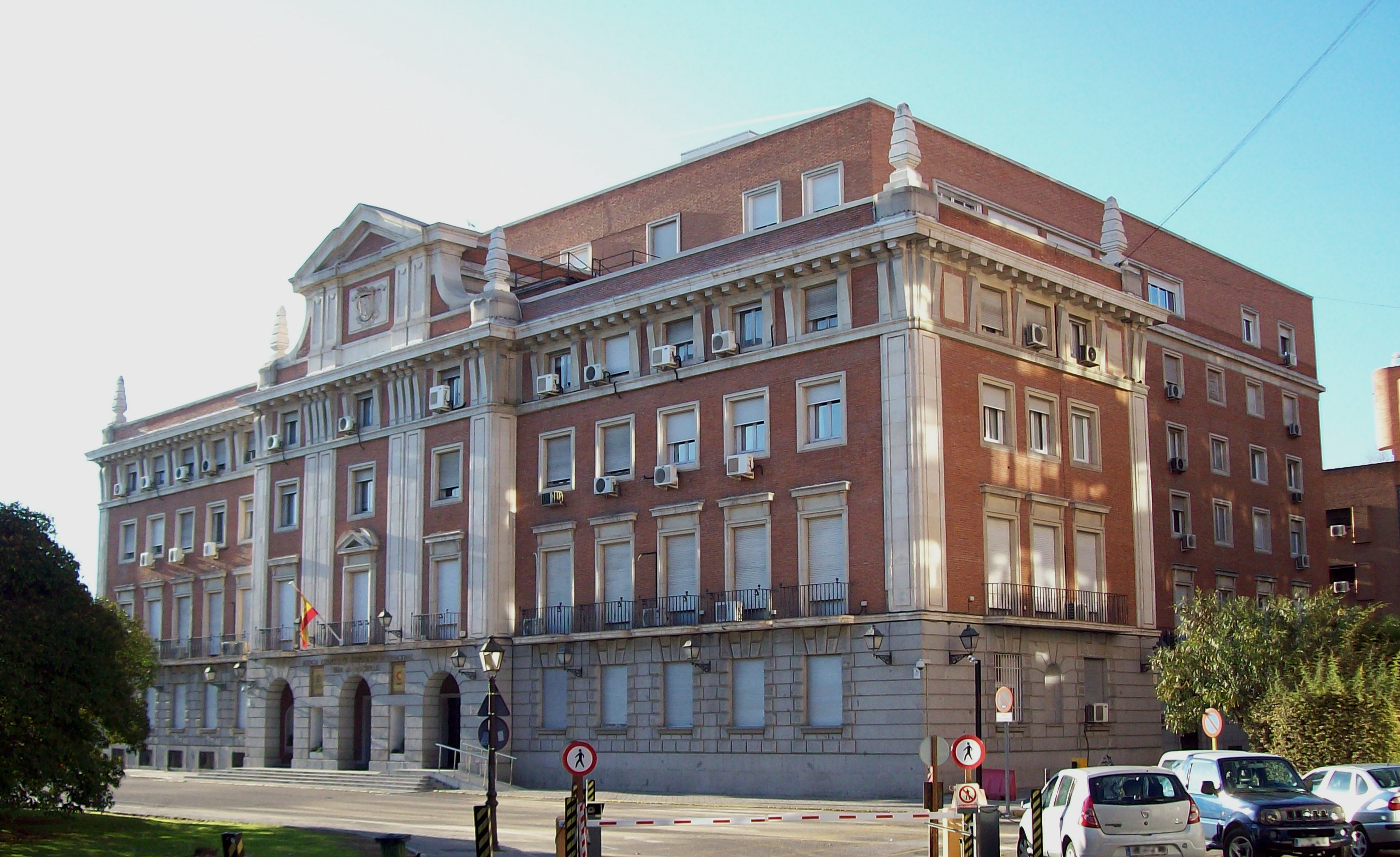
Edificio antiguo Instituto de Cultura Hispánica. Hoy sede principal de la AECID y de la Biblioteca Hispánica.

Es de destacar la gran colección bibliográfica sobre Filipinas que alberga la Biblioteca Hispánica de la Agencia Española de Cooperación Internacional para el Desarrollo (AECID). Además, un buen número de obras de su fondo antiguo se encuentra disponible en su biblioteca digital. Desde su recolector digital, denominado Americanae, se puede acceder también a obras digitalizadas de materia hispanística y filipinista presentes en bibliotecas digitales de todo el mundo. Una posterior aportación filipinista de AECID se encuentra en las más importantes publicaciones periódicas recientemente digitalizadas dentro de la colección de "Cabeceras hispanoamericanas del siglo XIX", que incluye, entre otras, la "Ilustración Filipina", "Manililla", "Revista de Filipinas" o "Hispanidad". A la Biblioteca AECID sigue en importancia filipinista la Biblioteca Histórica 'Marqués de Valdecilla', de la Universidad Complutense de Madrid. Es de añadir la también madrileña biblioteca del Museo Nacional de Antropología. Por lo demás, la Biblioteca digital humanismoeuropa del Instituto Juan Andrés de Comparatística y Globalización ha creado, junto a las de Asia y Americanismo, la categoría de Filipinismo.
Los estudios historiográficos, que atañen al conjunto de las universidades filipinas, cuentan en España con dos órganos de importante producción desarrollada durante las últimas décadas del siglo XX y primeras del XXI, sin duda al calor y gravitación de la efeméride del 98: el Grupo de Investigación de "Estudios sobre Asia y el Pacífico", adscrito al Consejo Superior de Investigaciones Científicas y dirigido por María Dolores Elizalde, y el Grupo de Investigación "GRIMSE: Imperios, Metrópolis y Sociedades Extraeuropeas", adscrito a la Universidad Pompeu Fabra de Barcelona.
La más destacadas instituciones museográficas filipinistas en España son el Museo Nacional de Antropología y el Museo Oriental de Valladolid, de origen agustino y también creado en el siglo XIX aunque refundado en el XX. Los principales museos modernos filipinistas del archipiélago son el Museo Ayala (en Makati, Manila) y el Museo López (fundado en 1960 por Eugenio López en Pasig, que alberga también Biblioteca), ambos fundaciones privadas de grandes familias (la española Zóbel de Ayala y la china López) las cuales reconstruyen material indígena y artes modernas. El Museo López alberga el célebre mapa de Filipinas del jesuita gaditano Pedro Murillo Velarde, pieza cartográfica correspondiente al volumen filipino incluido en su Geografía General, que da razón histórica de la entidad y extensión archipielágica del país creado por la administración española y por tanto decisivo en las frecuentes disputas internacionales relativas a los complejos límites fronterizos de la región. Es de saber que las artes plásticas filipinas, aun con sus naturales caracteres autóctonos, se insertan fundamentalmente, mediante sucesivas escuelas, dentro de la tradición española y por tanto occidental. El más célebre artista plástico del siglo XX filipino, Fernando Zóbel, quien fundó con sus fondos propios en la Universidad Ateneo de Manila la Galería de arte Ateneo, fue el creador del Museo de Arte Abstracto Español de Cuenca, que finalmente donó a la madrileña Fundación Juan March.
Entre los años 1921 y 2000 existió un importante y singular Premio Zóbel que se entregaba en Manila a obras de autores filipinos escritas en español. Desde 2015 existe en España el "Premio José Rizal de las Letras Filipinas", iniciado por el Grupo de Investigación Humanismo-Europa y actualmente sostenido por el "Instituto Juan Andrés de Comparatística y Globalización".

## El filipinismo y el problema lingüístico
El filipinismo se ocupa, entre otras cosas, de los idiomas de Filipinas. Existe una "cuestión lingüística" filipina que es característicamente problemática. Ello afecta histórica y teóricamente a la cultura hispánica, en particular española, también de México, a cuyo virreinato estuvo vinculado el Archipiélago filipino. 
El problema lingüístico, permanente en la época contemporánea filipina desde el siglo XX y principios del siglo XXI, ha dejado de ser un grave problema de controversia subyacente para transformarse en campo de decisiones políticas. Es decir, un nuevo horizonte de problemas a asumir por el gobierno. El problema fundamental consiste en la diglosia, o poliglosia, cabría decir en el especial caso filipino. Consecuencia de ello es el surgimiento de un renovado intento superador, en este caso tanto del "neocolonialismo estadounidense" como del "indigenismo pilipino". Según viene a definir en su extensa obra filológica Virgilio Almario, director de Komisyon sa Wikang Filipino, la gran operación cultural, e implícitamente política, filipina (con inicial -f- y no -p-) consiste en la consecución del "filipino" (basado en el tagalo y en convergencia con las restantes lenguas importantes del país, entre ellas el criollo español o chabacano) como lengua nacional. Se trata de un proyecto superador e incluyente. Aullón de Haro ha definido esta difícil circunstancia afrontada por Virgilio Almario como un horizonte de "encrucijada" que envuelve al conjunto de la cultura filipina, encrucijada ya abordada por el gobierno por cuanto ha impuesto para los primeros niveles de enseñanza las correspondientes lenguas maternas de cada región del país. Esto atañe, pues, al chabacano y, en segundo término, a una posición más receptiva con el español, casi excluido durante décadas, en particular desde 1973.
El nuevo criterio lingüístico se propone la resolución de las patologías lingüísticas diglósicas y disléxicas fuerte y lamentablemente arraigadas tras el inicio de la imposición, a comienzos del siglo XX, del idioma inglés. Esta imposición política surgió inicialmente del despliegue de facto realizado mediante la dotación e importación de una plantilla de mil maestros estadounidenses, así como el control de la Escuela Normal de Maestros de Manila y otras instituciones. La consecuencia de la imposición, favorecida por el proceso económico internacional, ha tenido como resultado la irregular situación lingüística de la población. Se trata de una población de casi cien millones de hablantes que en buena parte padece un lastre que dificulta su normal desarrollo y, en general, del país. El nuevo criterio lingüístico, de ser implantado en su extremo, habría de conducir al establecimiento de una amplia enseñanza universitaria en el idioma nacional filipino. 
Sea cual fuere la evolución del criterio impulsado y sus consecuencias, es un hecho que ha contribuido a poner de manifiesto tanto la potencia cultural como las carencias patrimoniales del idioma tagalo. Desde un punto de vista hispánico, ha puesto de manifiesto el especial y múltiple fenómeno de la gama del idioma chabacano, el criollo español. A pesar de los estudios importantes dedicados al idioma chabacano por Clarita Nolasco, María Isabelita Riego de Dios, Bernardino S. Camins o por Lipski, Romanillos y más tecnológicamente por Antonio Quilis, lo cierto es que hasta tiempos recientes permanecía como referencia fundamental y generalizada para el chabacano la establecida por el hispanista inglés Keith Whinnom. Ahora bien, según ha hecho ver Mauro Fernández, el orden de cosas establecido a mediados del siglo XX por Whinnom, quien durante algunos años profesó en Hong Kong y Jamaica, es inadecuado. 
El estado de cosas ha cambiado, pues, gracias a diversos estudios, pero sobre todo en virtud de las nuevas investigaciones del profesor Mauro Fernández, que han puesto de manifiesto no solo diversos aspectos lingüísticamente destacables (por ejemplo en torno a aspectos del origen lingüístico y la evolución del criollo) sino, además, el reconocimiento de una extensión mayor de los núcleos de hablantes de este idioma chabacano, así como su especial relevancia transregional o plurirregional. Esto último constituye un caso único en términos prácticos, y también lingüísticamente muy interesante, entre las lenguas filipinas (véase Bibliografía).